# Denis Drăguș
Denis Mihai Drăguș (* 6. Juli 1999 in Bukarest, Rumänien) ist ein rumänischer Fußballspieler. Der Mittelstürmer steht bei Trabzonspor unter Vertrag.

## Karriere
Drăguș erlernte das Fußballspiel in seiner Jugend in der Gheorghe Hagi Football Academy in Rumänien.
Mit 18 Jahren erhielt er seinen ersten Profivertrag beim FC Viitorul Constanța, dessen Vereinspräsident zugleich Gründer und Betreiber der Fußballakademie ist. Für Viitorul Constanta bestritt er insgesamt 46 Spiele in der rumänischen Liga, fünf im rumänischen Pokal und ebenso fünf im Europapokal.
Im Sommer 2019 wechselte er zum belgischen Erstdivisionär Standard Lüttich. In seiner ersten Saison kam er nur zu zwei Kurzzeiteinsätzen in der Liga und einen im Pokal: sein erstes Spiel war am 1. September 2019 gegen den RSC Anderlecht. Mitte September 2020 wurde eine Ausleihe für den Rest der Saison FC Crotone, der in dieser Saison in die italienische Serie A aufgestiegen war, mit anschließender Kaufoption vereinbart. Drăguș bestritt 9 von 38 möglichen Spielen für Crotone. Nach dem Spiel am 10. Januar 2021 gegen Hellas Verona erfolgte nur noch ein Einsatz über wenigen Minuten am vorletzten Spieltag.
Crotone übte die Kaufoption nicht aus, so dass Drăguș seit der Saison 2021/22 wieder im Kader von Standard stand. In der Saison 2021/22 bestritt er 28 von 34 möglichen Ligaspielen für Standard, in denen er sechs Tore schoss, sowie zwei Pokalspiele.
In der nächsten Saison waren es 19 von 23 möglichen Ligaspielen, in denen er vier Tore schoss, sowie zwei Pokalspiele. Dabei war er in einem Spiel neben 1.000 Euro Geldstrafe gesperrt, weil er beim Heimspiel gegen den RSC Anderlecht die Anderlechter Fans während deren Ausschreitungen noch durch Gesten provoziert hatte.
Ende Januar 2023 wurde er für den Rest der Saison mit anschließender Kaufoption an den italienischen Zweitligisten CFC Genua verliehen. Für Genua bestritt er 5 von 17 möglichen Ligaspielen. Die Saison endete mit dem Aufstieg des Vereins in die Serie A. Die Kaufoption wurde nicht ausgeübt.
Zu Beginn der Saison 2023/24 stand Dragus wieder im Kader von Standard und bestritt die ersten sechs Ligaspiele. Mitte September 2023 wechselte er leihweise in die Türkei zu Gaziantep FK. Dort bestritt er 32 von 34 möglichen Ligaspielen, in denen er 14 Tore schoss, sowie drei Pokalspiele mit einem geschossenen Tor.
Ende Juni 2024 wechselte er zum türkischen Erstligisten Trabzonspor, bei dem er einen Vertrag mit einer Laufzeit von vier Jahren unterschrieb. Von Mitte Dezember 2024 bis Anfang März 2025 fiel er dort wegen einer Bänderverletzung aus.

## Nationalmannschaft
Drăguș bestritt je drei Spiele für die rumänische U 18- und die U 19-Junioren-Nationalmannschaft.
Aufgrund einer Fersenverletzung stand er nicht im Kader der U 21-Nationalmannschaft bei der U 21-Europameisterschaft 2019 in Italien und San Marino. Danach stand Drăguș bis Ende 2019 bei drei Qualifikationsspielen zur U 21-Europameisterschaft 2021 auf dem Platz.
2018 spielte er zweimal für die A-Nationalmannschaft bei Spielen der UEFA Nations League Liga C. Nach einer Unterbrechung spielte er erst im Herbst 2022 wieder mehrfach im Nationaltrikot.

## Erfolge
- Rumänischer Pokalsieger: 2018/19 (FC Viitorul Constanța)
- Rumänischer Superpokalsieger: 2019 (FC Viitorul Constanța)
- Aufstieg in die Serie A: 2022/23 (CFC Genua)

## Privates
Drăguș ist der Sohn des früheren rumänischen Fußballspielers Mihai Drăguş.